# OZ Racing
Die OZ S.p.A ist ein italienischer Hersteller von Leichtmetallrädern. Bekannt ist das Unternehmen vor allem durch das starke Engagement im Motorsport unter der Marke OZ Racing.

## Geschichte

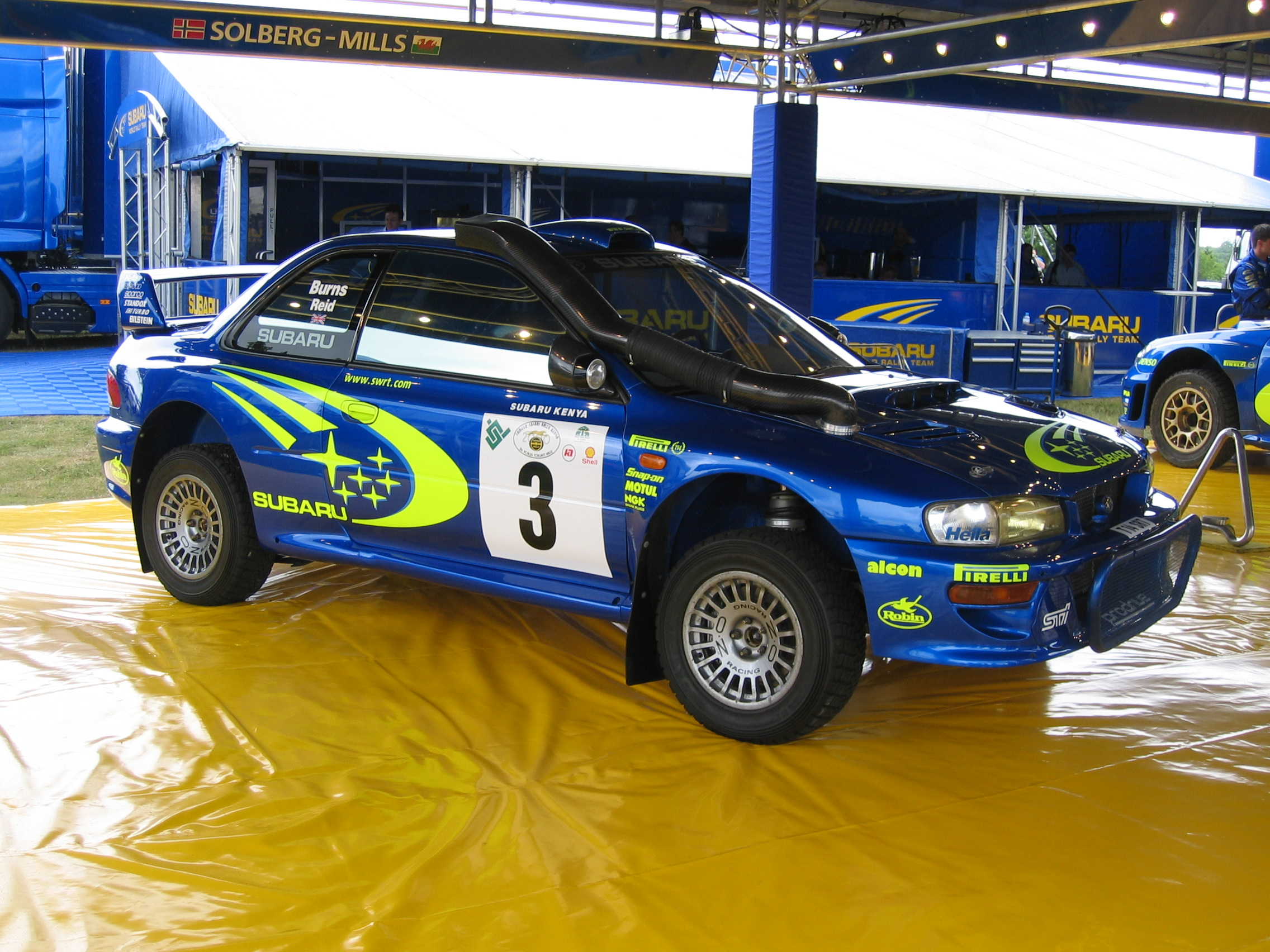
Rallye-Räder von OZ am Subaru Impreza WRC 1999

Der Betrieb wurde am 4. Januar 1971 in einer Garage in Rossano Veneto, von Silvano Oselladore und Pietro Zen gegründet. Deren Initialen ergaben den Firmennamen OZ. 1978 wurde das Unternehmen in eine Aktiengesellschaft umgewandelt und ein Werk in San Martino di Lupari gebaut. Als Exklusivkunden gewann OZ 1982 den Luxussportwagen-Hersteller Lamborghini.
Zwei Jahre später erfolgte die Gründung der Rennsportabteilung und der Einstieg in die Formel 1 als Ausrüster von Alfa Romeo. Seither gab es auch Weltmeistertitel für mit OZ-Rädern ausgestattete Teams und Fahrer wie für Alain Prost (Williams F1) und Fernando Alonso (Renault F1). Das Formel-1-Engagement hält bis in die Gegenwart hinein an. 2008 verwendeten BMW Sauber F1 und Red Bull Racing Spezialräder von OZ. Seit 2012 beliefert OZ das Ferrari-Team mit Leichtmetallrädern.
Aufgrund großer Zuwächse in den 1980er Jahren wurde 1992 die Fabrik wesentlich vergrößert. 1998 erlangte OZ als eines der ersten italienischen Produktionsunternehmen die ISO 9001-Zertifizierung. Zur OZ-Gruppe gehören die beiden Niederlassungen OZ Japan Ltd. und die OZ Deutschland GmbH.
Außer in der Formel 1 ist OZ auch in zahlreichen weiteren Rennserien aktiv. Bekannt ist vor allem der Rallye-Sport, wo mit OZ-Rädern ausgestattete Fahrer zahlreiche Titel gewinnen konnten – zuletzt Sébastien Loeb 2007. Andere Erfolge sind Siege bei den 24 Stunden von Le Mans, den 500 Meilen von Indianapolis, der FIA-GT-Meisterschaft und in der DTM. Mit Aprilia wurde 1999 auch ein Motorrad-Team ausgerüstet. Die Einheitsautos der Formel E sind ebenfalls mit OZ-Felgen ausgestattet.